# Geranomyia sagittifer
Geranomyia sagittifer är en tvåvingeart som beskrevs av Alexander 1921. Geranomyia sagittifer ingår i släktet Geranomyia och familjen småharkrankar. Inga underarter finns listade i Catalogue of Life.